# Bernard Marreau
Bernard Marreau (...) è un ex copilota di rally francese, specializzato nei rally raid, vincitore una edizione del Rally Dakar (1982) come navigatore del fratello Claude.

## Biografia
Bernard Marreau era copilota del fratello Claude, pionieri dei rally raid africani, insieme erano conosciuti come i fratelli Marreau, tanto da genereare a volte confusione su quale dei due fosse il pilota e quale il navigatore.

## Palmarès

### Rally Dakar
| Anno | Categoria | Mezzo                | Pos. |
| ---- | --------- | -------------------- | ---- |
| 1979 | Auto      | Renault 4 Sinpar 4x4 | 5º   |
| 1980 | Auto      | Renault 4 Sinpar 4x4 | 3º   |
| 1981 | Auto      | Renault 20 turbo     | Rit. |
| 1982 | Auto      | Renault 20 turbo     | 1º   |
| 1983 | Auto      | Renault 18 break     | 9º   |
| 1984 | Auto      | Renault 18 break     | 5º   |
| 1985 | Auto      | Renault 18 break     | 5º   |
| 1987 | Auto      | Mitsubishi Pajero    | Rit. |
| 1988 | Auto      | Mitsubishi Pajero    | 13º  |
| 1989 | Auto      | Mitsubishi Pajero    | 17º  |
| 1990 | Auto      | Mitsubishi Pajero    | 30º  |
| 1991 | Auto      | Mitsubishi Pajero    | 78º  |
| 1992 | Auto      | Buggy Renault        | Rit. |